# 관동중학교 (경남)
관동중학교(官洞中學校)는 대한민국 경상남도 김해시 관동동에 위치한 공립 중학교이다.

## 학교 연혁
- 2004년 3월 1일 : 관동중학교 설립인가
- 2004년 3월 1일 : 개교
- 2004년 3월 1일 : 초대 최승호 교장 부임
- 2004년 3월 5일 : 제1회 입학식
- 2007년 2월 14일 : 제1회 졸업식
- 2010년 3월 1일 : 특수 1학급 증설
- 2023년 1월 5일 : 제17회 졸업식(졸업생 274명, 졸업생누계 5,284명)
- 2023년 3월 2일 : 제20회 입학식(신입생 211명)
- 2023년 9월 1일 : 제10대 김택수 교장 취임

## 참고 자료
- 관동중학교 - 한국교육학술정보원 학교알리미